# Уруша (населений пункт)
Уруша (рос. Уруша) — робітниче селище у Сковородінському районі Амурської області Російської Федерації. Розташоване на території українського історичного та етнічного краю Зелений Клин.
Входить до складу муніципального утворення робітниче селище Уруша. Населення становить 3332 особи (2018).

## Історія
З 20 жовтня 1932 року входить до складу новоутвореної Амурської області.
З 1 січня 2006 року входить до складу муніципального утворення робітниче селище Уруша.

## Населення
| 1959  | 1970  | 1979  | 1989  | 2002  | 2009  | 2010  |
| ----- | ----- | ----- | ----- | ----- | ----- | ----- |
| 5476  | ↘4884 | ↗5645 | ↘4929 | ↘4422 | ↘4053 | ↘3777 |
| 2011  | 2012  | 2013  | 2014  | 2015  | 2016  | 2017  |
| ↘3766 | ↘3671 | ↘3555 | ↘3477 | ↘3420 | ↘3364 | ↘3352 |
| 2018  |       |       |       |       |       |       |
| ↘3332 |       |       |       |       |       |       |